# نظام معالجة بذور أكسلرون
نظام معالجة بذور أكسلرون هو تغليف البذور بغلاف يحميها من الحشرات بالإضافة إلى العفن والفطريات والمرض. طوره مونسانتو. يتوفر نظام معالجة بذور Acceleron لفول الصويا Genuity Roundup Ready 2 وبذور Smartstax. تتضمن الطبقة فطريات بيراكلوستروبين وإميداكلوبريد مبيد حشري نيونيكوتينويد.